# 山中元興
山中 元興（やまなか もとおき、? - 文化12年（1815年）2月18日）は、日本の江戸時代の郷士。鴻池村山中総本家の10代目当主。出雲国の戦国武将山中幸盛の子孫。山中元漸の長男。号は源四郎。通称は（10代）山中新右衛門と称した。
墓所は不明であるが、慈眼寺過去帳によれば法号を得縁覚燈信士と記している。

## 生涯
山中元漸の長男として生まれた。叔父である山中元貞の奸計により江戸に住した。父の元漸が寛政6年（1794年）12月4日に急死した際、元興は同姓であった旗本山中太良右衛門幸正の猶子となったため、叔父の元貞に家督を譲った。その後は江戸に転居して、そのまま江戸にて亡くなっている。慈眼寺過去帳に「得縁覚燈信士　文化十二年乙亥二月十八日　宗哲孫源四郎事江府ニテ相果」と記されている。